# لعبة حربية

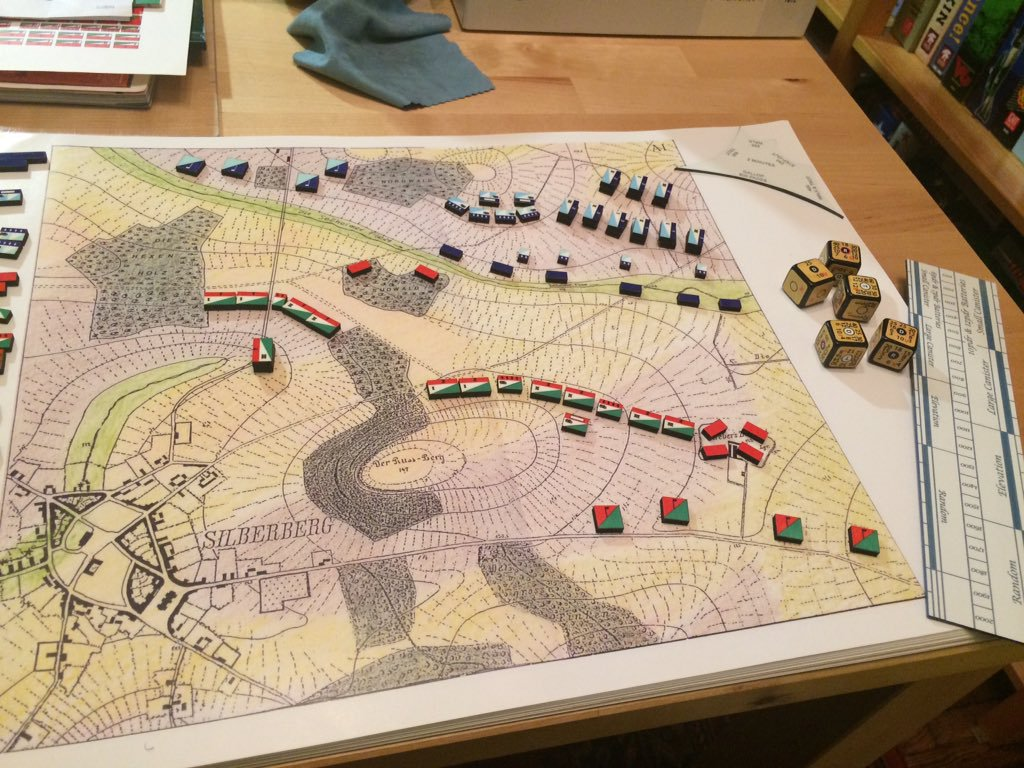

إن الألعاب الحربية (بالإنجليزية: wargame)‏ (المعروفة أيضًا باسم لعبة الحرب) هي لعبة إستراتيجية تتعامل مع العمليات العسكرية المختلفة، سواء كانت حقيقية أو خيالية. المحاكاة الحربية هي هواية مخصصة لممارسة تلك الألعاب، والتي قد تسمى أيضًا محاكاة الصراع أوالمحاكاة اختصارًا. عند استخدامها بشكل احترافي من جانب الجيش لدراسة أمور الحرب، قد تشير «لعبة الحرب» إلى الدراسة النظرية البسيطة أو المناورة العسكرية على نطاق كامل. ويستخدم هواة الألعاب الحربية «لعبة الحرب» استخدامًا تقليديًا، في حين أن الجيش يستخدم «لعبة الحرب» بوجه عام. على الرغم من وجود خلافات حول ما إذا كان هناك لعبة معينة توصف بأنها لعبة حرب من عدمه، فهناك توافق عام في الآراء على أنها تشير إلى جميع تلك الألعاب التي يجب فيها محاكاة بعض مميزات أو جوانب السلوك الإنساني أثناء سير الحرب، على الرغم من أن موضوع اللعبة نفسه لا يخص الصراع العنيف المنظم أو نشوب الحرب. يوجد أيضًا ألعاب الحرب التجارية ولكنها بوجه عام ليست إلا لعبة تقمص الأدوار بناءً على آليات السوق.
تُصنف الألعاب الحربية بوجه عام على أنها تاريخية أو فرضية أو فنتازيا أو خيال علمي. تشكل الألعاب التاريخية حتى الآن المجموعة الأكبر. تعتمد تلك الألعاب على أحداث حقيقية ومحاولة تمثيل تقريب شكل القوات الحقيقية والتضاريس والعوامل المادية الأخرى التي تواجه المشاركين الحقيقيين. والألعاب الفرضية هي ألعاب قائمة على الحقيقة التاريخية ولكنها تهتم بالمعارك أو الصراعات التي لم تحدث حقيقة. أما المناورات الحربية من نوع الفانتازيا والخيال العلمي فتستوحي إلهامها من أعمال الخيال أو تبتكر بيئتها الخيالية الخاصة. لا تعد ألعاب الصراع المبسطة للغاية، مثل الشطرنج بوجه عام مناورات حربية، على الرغم مما يوحي به الواقع من وجود ترابط بينهما. كذلك، فإن إن الألعاب الحربية لا تتضمن ألعاب الصراع في الساحات الأخرى غير ساحة القتال، مثل الأعمال التجارية أو الألعاب الرياضية أو البيئة الطبيعية.
ترجع أصول هواية المحاكاة الحربية الحديثة إلى بداية القرن العشرين، مع ابتكار الألعاب المصغرة التي يحاكي فيها اثنان أو أكثر من اللاعبين المعركة على أنها لعبة. في أثناء فترة خمسينيات القرن العشرين، انتشرت لأول مرة ألعاب الألواح والمُنتجة بأعداد ضخمة والتي تصور الصراعات العسكرية. وقد بلغت تلك الألعاب ذروة شعبيتها أثناء فترة السبعينيات، وأصبحت معقدة وتقنية جدًا في تلك الفترة.
وقد تغيرت الألعاب الحربية تغيرًا مثيرًا على مر السنين، منذ بدايتها في أشكال مصغرة وألعاب الألواح وصولًا لأجهزة الحاسوب المعاصرة وألعاب الحاسوب المساعدة؛ على الرغم من ذلك، تحتفظ ألعاب الحرب المصغرة والألواح بمكانة معقولة في الأسواق في أوساط الهواة الذين يفضلون هذه الألعاب على حساب ألعاب المحاكاة الحربية.